# Kanarski otoki
Kanarski otoki (špansko Canarias, špansko: [kaˈnaɾjas]), so španska avtonomna skupnost in arhipelag v Makaroneziji v Atlantskem oceanu. Na svoji najbližji točki afriški celini so 100 km zahodno od Maroka in Zahodne Sahare. So najjužnejša izmed avtonomnih skupnosti Španije. Otoki so najbolj naseljeno posebno ozemlje Evropske unije.
Sedem glavnih otokov je (od največjega do najmanjšega po površini) Tenerife, Fuerteventura, Gran Canaria, Lanzarote, La Palma, La Gomera in El Hierro. Arhipelag vključuje veliko manjših otokov in otočkov, vključno z La Graciosa, Alegranza, Isla de Lobos, Montaña Clara, Roque del Oeste in Roque del Este. Vključuje tudi številne čeri, vključno z Garachico in Anago. V starih časih so otoško verigo pogosto imenovali otočki sreče. Kanarski otoki so najjužnejša regija Španije ter največje in najbolj naseljeno otočje Makaronezije. Kanarski otoki so zaradi svoje lege v zgodovini veljali za vez med štirimi celinami Afriko, Severno Ameriko, Južno Ameriko in Evropo.
Leta 2023 so imeli Kanarski otoki 2.236.013 prebivalcev z gostoto 299 prebivalcev na km², zaradi česar so sedma najbolj naseljena avtonomna skupnost v Španiji. Prebivalstvo je večinoma skoncentrirano na obeh glavnih otokih: približno 43 % na otoku Tenerife in 40 % na otoku Gran Canaria.
Kanarski otoki, zlasti Tenerife, Gran Canaria, Fuerteventura in Lanzarote, so pomembna turistična destinacija z več kot 12 milijoni obiskovalcev na leto. To je posledica njihovih plaž, subtropskega podnebja in pomembnih naravnih znamenitosti, zlasti Maspalomasa na Gran Canariji in gore Teide (svetovna dediščina) na Tenerifih. Teide je najvišji vrh v Španiji in tretji najvišji vulkan na svetu, merjeno od vznožja na oceanskem dnu. Otoki imajo topla poletja in dovolj tople zime, da je podnebje na ravni morja tehnično tropsko. Količina padavin in stopnja zmernosti morja se razlikujeta glede na lokacijo in nadmorsko višino. Otočje vključuje zelene površine in polpuščavo. Visoke gore otokov so idealne za astronomska opazovanja, saj ležijo nad plastjo temperaturne inverzije. Posledično se otočje ponaša z dvema profesionalnima astronomskima observatorijema: observatorijem Teide na Tenerifu in observatorijem Roque de los Muchachos na La Palmi.
Leta 1927 je bila provinca Kanarski otoki razdeljena na dve provinci. Leta 1982 je bila ustanovljena avtonomna skupnost Kanarski otoki. Mesti Santa Cruz de Tenerife in Las Palmas de Gran Canaria sta skupaj prestolnici otokov. Ti mesti sta tudi prestolnici provinc Santa Cruz de Tenerife oziroma Las Palmas. Las Palmas de Gran Canaria je največje mesto na Kanarskih otokih od leta 1768, razen za kratek čas v 1910-ih. Med teritorialno delitvijo Španije leta 1833 in letom 1927 je bil Santa Cruz de Tenerife edina prestolnica Kanarskih otokov. Leta 1927 je bilo z odlokom odrejeno, da si glavno mesto Kanarskih otokov delita dve mesti, in ta ureditev traja do danes. Tretje največje mesto na Kanarskih otokih je San Cristóbal de La Laguna (še eno območje svetovne dediščine) na Tenerifih.
V dobi velikih geografskih odkritij so bili otoki glavna postojanka za španske galeje med špansko kolonizacijo Amerik, ki so plule tako daleč proti jugu, da bi ujeli prevladujoče severovzhodne pasate.

## Etimologija
Ime Islas Canarias je verjetno izpeljano iz latinskega imena Canariae Insulae, kar pomeni 'otoki psov', morda zato, ker je bilo medvedov ali morskih psov veliko, ime, ki je bilo očitno posplošeno iz starodavnega imena enega od teh otokov, Canaria - menda Gran Canaria. Po mnenju zgodovinarja Plinija Starejšega je bilo na otoku Canaria »veliko število zelo velikih psov«. Povezava s psi je ohranjena v njihovi upodobitvi na otoškem grbu.
Druge teorije špekulirajo, da ime izvira iz berberskega plemena Nukkari, ki živi v maroškem Atlasu in je v rimskih virih imenovano Canarii, čeprav Plinij ponovno omenja povezavo tega izraza s psi.
Ime otoka ne izhaja iz ptice Atlantski kanarček (Serinus canaria). Ptice so dobile imena po otokih.

## Geografija
Kanarski otoki so skupina otokov, ki pripadajo Kraljevini Španiji in so ena izmed 17 avtonomnih pokrajin Španije. Kanarski otoki spadajo pod naravno geografsko regijo, imenovano Makaronezija (kar pomeni »Blagoslovljeni otoki«) skupaj z Azori, Madeiro in Zelenortskimi otoki.
Kanarski otoki se delijo na dve provinci: prva je Santa Cruz de Tenerife, pod katero spadajo otoki Tenerife, El Hierro, La Gomera in La Palma, druga provinca pa se imenuje Las Palmas, pod njo pa spadajo ostali otoki, in sicer Gran Canaria, Lanzarote in Fuerteventura. 
- Kanarski otoki
- El Hierro
- La Palma
- La Gomera
- Tenerife
- Gran Canaria
- Fuerteventura
- Lanzarote

### El Hierro
El Hierro, najzahodnejši otok, obsega 268,71 km². Je drugi najmanjši med večjimi otoki in najmanj poseljen z 10.798 prebivalci. Celoten otok je bil leta 2000 razglašen za biosferni rezervat. Njegovo glavno mesto je Valverde. Znano tudi kot Ferro, je nekoč veljalo za najbolj zahodno deželo na svetu. Starodavni evropski geografi, kot je Ptolemaj, so priznavali otok kot začetni poldnevnik zemljepisne dolžine. Tako je ostalo do 19. stoletja, ko ga je izpodrinil tisti, ki je peljal skozi Greenwich.

### Fuerteventura
Fuerteventura s površino 1660 km² je drugi največji otok arhipelaga. Unesco ga je razglasil za biosferni rezervat. Je najstarejši od otokov in je bolj erodiran. Njegova najvišja točka je Peak Bramble, na višini 807 metrov). Njenogovo glavno mesto je Puerto del Rosario.

### Gran Canaria
Gran Canaria ima 846.717 prebivalcev. Glavno mesto Las Palmas de Gran Canaria s 377.203 prebivalci je najbolj naseljeno mesto in si s Santa Cruz de Tenerife deli status prestolnice Kanarskih otokov. Površina Gran Canarie je 1560 km². Roque Nublo 1813 metrov in Pico de las Nieves ('Vrh snega') 1949 metrov sta v središču otoka. Na jugu otoka so sipine Maspalomas (Gran Canaria).

### La Gomera
La Gomera ima površino 369,76 km² in je drugi najmanj poseljen otok z 21.136 prebivalci. Geološko je eden najstarejših v arhipelagu. Glavno mesto otoka je San Sebastian de La Gomera. Na otoku je narodni park Garajonay.

### Lanzarote
Lanzarote je najbolj vzhodni otok in eden najstarejših v arhipelagu, na njem so vidni dokazi o nedavni vulkanski dejavnosti. Ima površino 845,94 km² in ima 149.183 prebivalcev, vključno s sosednjimi otočki arhipelaga Chinijo. Glavno mesto je Arrecife s 56.834 prebivalci.

#### Otočje Chinijo
Otočje Chinijo vključuje otoke La Graciosa, Alegranza, Montaña Clara, Roque del Este in Roque del Oeste. Ima površino 40,8 km² in samo La Graciosa je poseljena s 658 prebivalci. La Graciosa je z 29 km² največji otok v arhipelagu Chinijo in najmanjši naseljen otok na Kanarskih otokih.

### La Palma
La Palma z 81.863 prebivalci, ki pokriva površino 708,32 km², je v celoti biosferni rezervat. Dolgo ni kazal nobenih znakov vulkanske dejavnosti, čeprav je vulkan Teneguía zadnjič izbruhnil leta 1971. 19. septembra 2021 je izbruhnil vulkan Cumbre Vieja na otoku. Je drugi najvišji otok na Kanarskih otokih, z Roque de los Muchachos na 2423 metrih kot najvišjo točko. Santa Cruz de La Palma, ki ga ljudje na otoku imenujejo preprosto 'Santa Cruz', je njegovo glavno mesto.

### Tenerife
Tenerife je s svojo površino 2034 km² najobsežnejši otok Kanarskih otokov. Z 904.713 prebivalci je najbolj poseljen otok arhipelaga in Španije. Na njem sta dve glavni otoški mesti: glavno mesto Santa Cruz de Tenerife in San Cristóbal de La Laguna, ki je del svetovne dediščine. San Cristóbal de La Laguna, drugo mesto na otoku, je dom najstarejše univerze na Kanarskih otokih, Univerze La Laguna. Teide je s svojimi 3715 metri najvišji vrh Španije in svetovna dediščina. Tenerife je prizorišče najhujše letalske nesreče v zgodovini letalstva, v kateri je 27. marca 1977 v trčenju dveh boeingov 747 umrlo 583 ljudi.

### La Graciosa
Otok Graciosa ali običajno La Graciosa je vulkanski otok na Kanarskih otokih v Španiji, ki je 2 km severno od otoka Lanzarote čez preliv El Río. Nastal je zaradi kanarskega žarišča. Otok je del arhipelaga Chinijo in naravnega parka otočja Chinijo (Parque Natural del Archipiélago Chinijo). Upravlja ga občina Teguise. Leta 2018 je La Graciosa postal osmi Kanarski otok. Pred tem je imel La Graciosa status otočka, ki je bil administrativno odvisen od otoka Lanzarote. Je najmanjši in najmanj poseljen od glavnih otokov s približno 700 prebivalci.

### Podatki
| Zastava | Grb | Otok            | Glavno mesto               | Površina(km2) | Prebivalcev (2010) | Gostota (ljudi/km2) |
| ------- | --- | --------------- | -------------------------- | ------------- | ------------------ | ------------------- |
|         |     | El Hierro       | Valverde                   | 268.71        | 10,960             | 40.79               |
|         |     | Fuerteventura   | Puerto del Rosario         | 1,660         | 103,492            | 62.34               |
|         |     | Gran Canaria    | Las Palmas de Gran Canaria | 1,560.1       | 845,676            | 542.07              |
|         |     | La Gomera       | San Sebastián              | 369.76        | 22,776             | 61.6                |
|         |     | Lanzarote       | Arrecife                   | 845.94        | 141,437            | 167.2               |
|         |     | La Palma        | Santa Cruz de La Palma     | 708.32        | 86,324             | 121.87              |
|         |     | Tenerife        | Santa Cruz de Tenerife     | 2,034.38      | 906,854            | 445.76              |
| –       | –   | La Graciosa     | Caleta de Sebo             | 29.05         | 658                | 22.65               |
| –       | –   | Alegranza       | –                          | 10.3          | –                  | –                   |
| –       | –   | Isla de Lobos   | –                          | 4.5           | –                  | –                   |
| –       | –   | Montaña Clara   | –                          | 1.48          | –                  | –                   |
| –       | –   | Roque del Este  | –                          | 0.06          | –                  | –                   |
| –       | –   | Roque del Oeste | –                          | 0.015         | –                  | –                   |

## Fizična geografija
Tenerife je največji in najbolj poseljen otok arhipelaga. Gran Canaria z 865.070 prebivalci je drugi najbolj poseljen otok na Kanarskih otokih in tretji najbolj poseljen otok v Španiji za Tenerifom (966.354 prebivalcev) in Majorko (896.038 prebivalcev). Otok Fuerteventura je drugi največji v arhipelagu in leži 100 km od afriške obale.
Otoki tvorijo ekoregijo Makaronezije z Azori, Zelenortskimi otoki, Madeiro in otoki Savage. Kanarski otoki so največji in najbolj naseljeni arhipelag regije Makaronezije. Arhipelag ima sedem velikih in več manjših otokov, ki so vsi vulkanskega izvora.
Glede na lego otokov glede na severovzhodne pasate je podnebje lahko blago in mokro ali zelo suho. Več avtohtonih vrst tvori gozdove lavrisilve.
Posamezni otoki imajo običajno različno mikroklimo. Ti otoki, kot so El Hierro, La Palma in La Gomera, ki ležijo zahodno od arhipelaga, imajo podnebje pod vplivom vlažnega Kanarskega toka. Celo na nizkih ravneh so dobro poraščene in imajo obsežne predele subtropskega gozda lavrisilve. Med potovanjem proti vzhodu proti afriški obali se vpliv toka zmanjša in otoki postanejo vse bolj sušni. Fuerteventura in Lanzarote, otoka, ki sta najbližje afriški celini, sta pravzaprav puščava ali polpuščava.
Gran Canaria je znana kot 'celina v malem' zaradi svojih raznolikih pokrajin, kot sta Maspalomas in Roque Nublo. Sever Tenerifa leži pod vplivom vlažnih atlantskih vetrov in je dobro poraščen. Južni del otoka okoli turističnih krajev Playa de las Américas in Los Cristianos je suh. Otok se dviga na skoraj 4000 m nad morsko gladino. Na nadmorski višini, v hladnem razmeroma mokrem podnebju, uspevajo gozdovi endemskega bora Pinus canariensis. Številne rastlinske vrste na Kanarskih otokih, kot sta kanarski bor in zmajevo drevo (Dracaena draco), so endemične, kot ugotavljata Sabin Berthelot in Philip Barker Webb v svojem delu L'Histoire Naturelle des Îles Canaries (1835–50).

### Podnebje
Podnebje je toplo subtropsko/tropsko in na splošno suho, milejše zaradi oceana in severovzhodnih vetrov. Obstaja več mikroklim in klasifikacije segajo predvsem od polpuščave do puščave. Večina Kanarskih otokov ima vroče puščavsko podnebje (BWh) in vroče polpuščavsko podnebje (BSh) znotraj sistema Köppen (a s precej bolj zmernimi temperaturami, ki redko presežejo 30°C), kar je delno posledica hladnega Kanarskega toka. Subtropsko vlažno podnebje, ki je pod velikim vplivom oceana (ter tudi reliefa), je sredi otokov La Gomera, Tenerife in La Palma, kjer rastejo t.i. oblačni gozdovi lavrisilve.
Na splošno so južni in zahodni predeli otokov zelo suhi, več padavin in zelenja pa je severnih in vzhodnih straneh. Na Fuerteventuri in Lanzaroteju prevladujejo puščavske razmere, saj tu ni visokih hribov kot npr. na Tenerifu in je posledično še manj dežja.

### Geologija
Sedem večjih otokov, en manjši otok in več majhnih otočkov so bili prvotno vulkanski otoki, ki jih je oblikovala vroča točka Kanarskih otokov. Kanarski otoki so edini kraj v Španiji, kjer so bili v moderni dobi zabeleženi vulkanski izbruhi, nekateri vulkani pa so še vedno aktivni (El Hierro, 2011). Vulkanski otoki imajo pogosto strme oceanske pečine, ki jih povzročijo katastrofalni zemeljski plazovi. Zadnji izbruh otoške verige se je zgodil leta 2021 pri Cumbre Vieji, vulkanskem grebenu na La Palmi.
Vulkan Teide na Tenerifu je najvišja gora v Španiji in tretji najvišji vulkan na Zemlji na vulkanskem oceanskem otoku. Vsi otoki razen La Gomera so bili aktivni v zadnjih milijonih let. Štirje od njih, Lanzarote, Tenerife, La Palma in El Hierro, imajo zgodovinske zapise o izbruhih od odkritja Evrope. Otoki se dvigajo iz jurske oceanske skorje, povezane z odprtjem Atlantika. Podvodni magmatizem se je začel v obdobju krede in se je nadaljeval do danes. Sedanji otoki so dosegli gladino oceana v miocenu. Otoki so nekoč veljali za poseben fiziografski odsek province Atlaškega gorovja, ki je del večjega afriškega alpskega sistema, zdaj pa je priznano, da so povezani z magmatskim žariščem.
Poleti 2011 se je pod El Hierrom zgodila vrsta potresov nizke magnitude. Ti so imeli linearni trend severovzhod–jugozahod. Oktobra je prišlo do podmorskega izbruha približno 2 km južno od Restinge. Ta izbruh je povzročil pline in plovec, vendar niso poročali o eksplozivni dejavnosti.

### Naravni simboli
Uradna naravna simbola, povezana s Kanarskimi otoki, sta ptica Serinus canaria (atlatski kanarček) in palma Phoenix canariensis.
- Serinus canaria
- Phoenix canariensis

### Narodni parki
Štirje od trinajstih španskih nacionalnih parkov se nahajajo na Kanarskih otokih, več kot katera koli druga avtonomna skupnost. Dve od teh sta bili razglašeni za Unescov seznam svetovne dediščine, drugi dve pa sta del biosfernih rezervatov. Parki so:
| Park                               | Otok      | Površina  | Leto ustanovitve | UNESCO Status                               |
| ---------------------------------- | --------- | --------- | ---------------- | ------------------------------------------- |
| Narodni park Kaldera de Taburiente | La Palma  | 46,9 km²  | 1954             | Del biosfernega rezervata La Palma od 2002  |
| Narodni park Garajonay             | La Gomera | 39,86 km² | 1981             | Svetovna dediščina od 1986                  |
| Narodni park Teide                 | Tenerife  | 189,9 km² | 1954             | Svetovna dediščina od 2007                  |
| Narodni park Timanfaya             | Lanzarote | 51,07 km² | 1974             | Del biosfernega rezervata Lanzarote od 1993 |

Narodni park Teide je najstarejši in največji narodni park na Kanarskih otokih in eden najstarejših v Španiji. Je v geografskem središču otoka Tenerife in je najbolj obiskan narodni park v Španiji. Leta 2010 je postal najbolj obiskan narodni park v Evropi in drugi na svetu. Vrhunec parka je vulkan Teide. Na nadmorski višini 3715 metrov je najvišja vzpetina v Španiji in tretji najvišji vulkan na Zemlji glede na njegovo vznožje. Leta 2007 je bil narodni park Teide razglašen za enega od 12 zakladov Španije.

## Rastlinstvo in živalstvo

### Favna
Ptičji svet vključuje evropske in afriške vrste, kot so črna stepska kokoška (Pterocles orientalis), atlantski kanarček (Serinus canaria), planinska vrana (Pyrrhocorax pyrrhocorax), ki je endemična za La Palmo, modri ščinkavec Gran Canaria (Fringilla polatzeki), modri ščinkavec s Tenerifov (Fringilla teydea), Kanarska listnica (Phylloscopus canariensis), kanarska repaljščica (Saxicola dacotiae), Tenerifski kraljiček (Regulus regulus teneriffae), palmski ščinkavec (Fringilla coelebs palmae), Egiptovski jastreb, kanarski golob (Columba bollii), lovorov golob (Columba junoniae), enobarvni hudournik (Apus unicolor) in ovratničarka (Chlamydotis undulata).
Kopenska favna vključuje kuščarja El Hierro (Gallotia simonyi machadoi), kuščarja La Gomera (Gallotia bravoana) in kuščarja La Palma (Gallotia auaritae). Sesalci so kanarska rovka (Crocidura canariensis), kanarski dolgouhi netopir (Plecotus teneriffae), severnoafriški jež (Atelerix algirus) in novejši muflon (Ovis gmelini).

#### Izumrla favna
Kanarski otoki so bili prej naseljeni z različnimi endemičnimi živalmi, kot so izumrli orjaški kuščarji (Gallotia goliath), orjaške želve (Centrochelys burchardi in C. vulcanica) ter Tenerifske in Gran Canaria velikanske podgane (Canariomys bravoi in C. tamarani), med drugim. Izumrle ptice, znane le po kosteh iz pleistocenske in holocenske starosti, vključujejo prepelico s Kanarskih otokov (Coturnix gomerae), sipino strigo (Puffinus holeae), lavsko strigo (P. olsoni), triasnega zelenca (Chloris triasi), vitkokljunega zelenca (C. aurelioi) in dolgonogega strnada (Emberiza alcoveri).

### Morsko življenje
Morsko življenje na Kanarskih otokih je prav tako raznoliko, saj je kombinacija severnoatlantskih, sredozemskih in endemičnih vrst. V zadnjih letih sta naraščajoča priljubljenost potapljanja in podvodne fotografije dala biologom veliko novih informacij o morskem življenju na otokih.
Vrste rib, ki jih najdemo na otokih, vključujejo številne vrste morskih psov, raž, muren, orad, šparov, trnobokov, riba trnoglavka, kirnje, brancinov in Blenniiformes. Poleg tega obstaja veliko vrst nevretenčarjev, vključno s spužvami, meduzami, anemonami, rakci, mehkužci, morskimi ježki, morskimi zvezdami, morskimi kumarami in koralami.
Obstaja skupno pet različnih vrst morskih želv, ki jih redno opažajo na otokih, najpogostejša med njimi je ogrožena glavata kareta. Druge štiri so orjaška črepaha (Chelonia mydas), prava kareta (Eretmochelys imbricata), orjaška usnjača (Dermochelys coriacea) in atlatska morska želva (Lepidochelys kempii). Trenutno ni znakov, da bi katera od teh vrst gnezdila na otokih, zato se tiste, ki jih vidimo v vodi, običajno selijo. Vendar se domneva, da so se nekatere od teh vrst v preteklosti morda razmnoževale na otokih in obstajajo zapisi o več opažanjih orjaške usnjače na plažah na Fuerteventuri, kar daje teoriji verodostojnost.
Morski sesalci vključujejo velike vrste kitov, vključno z redkimi in slabo znanimi vrstami. Znano je tudi, da se kapičasti tjulnji (Cystophora cristata) tu in tam potepajo po Kanarskih otokih. Na Kanarskih otokih je bila nekoč tudi populacija najredkejšega plavutonožca na svetu, sredozemska medvedjica (Monachus monachus).

### Galerija avtohtone flore
- Arbutus canariensis
- Grmasta marjeta (Argyranthemum frutescens)
- Bosea yervamora
- Canarina canariensis
- Digitalis canariensis
- Echium wildpretii
- kanarski mleček (Euphorbia canariensis)
- Gonospermum elegans
- Lavatera acerifolia var. acerifolia
- Lavatera phoenicea
- škrlatna nokota (Lotus berthelotii)
- Pericallis webbii
- Persea indica
- Kanarski datljevec (Phoenix canariensis)
- Palmski badelj (Sonchus palmensis)
- Brnistra Cytisus supranubius

## Demografija
Kanarski otoki imajo 2.153.389 prebivalcev (2019), zaradi česar so osma najbolj naseljena med španskimi avtonomnimi skupnostmi. Skupna površina otočja je 7493 km², [114] kar ima za posledico gostoto prebivalstva 287,4 prebivalcev na kvadratni kilometer.
Prebivalstvo otokov po podatkih za leto 2019 je:
- Tenerife – 917.841
- Gran Canaria – 851.231
- Lanzarote – 152.289 (vključno s prebivalci La Graciosa)
- Fuerteventura – 116.886
- La Palma – 82.671
- La Gomera – 21.503
- El Hierro – 10.968

Kanarski otoki so postali dom številnim evropskim prebivalcem, predvsem iz Italije, Nemčije in Združenega kraljestva. Zaradi velikega priseljevanja v Venezuelo in Kubo v drugi polovici 20. stoletja in kasnejše vrnitve teh ljudi skupaj z družinami na Kanarske otoke je veliko prebivalcev, katerih država izvora je bila Venezuela (66.593) ali Kuba (41.807). Od leta 1990 je veliko nezakonitih migrantov doseglo Kanarske otoke, Melillo in Ceuto ter jih uporabilo kot vstopne točke v EU.

## Zgodovina

### Antični in predšpanski časi
Pred prihodom ljudi so Kanare naseljevale prazgodovinske živali, vključno z orjaškim kuščarjem (Gallotia goliath), velikanskimi podganami Tenerife in Gran Canaria ter orjaškimi prazgodovinskimi želvami, Geochelone burchardi in Geochelone vulcanica.
Čeprav prvotna naselbina tega, kar se danes imenuje Kanarski otoki, ni povsem jasna, jezikovne, genetske in arheološke analize kažejo, da so avtohtona ljudstva živela na Kanarskih otokih pred vsaj 2000 leti, morda 3000, in da so imeli skupen izvor z Berberi na bližnji severnoafriški obali. Doseganje otokov je morda potekalo z uporabo več majhnih čolnov, ki so pristali na najbolj vzhodnih otokih Lanzarote in Fuerteventura. Te skupine so postale znane pod skupnim imenom Gvanči.
Gvanči (špansko los guanches) so bila staroselska ljudstva, ki so pred prihodom španskih konkvistadorjev živela na Kanarskih otokih. Sprva je izraz guanche pomenil prebivalec otoka Tenerife, vendar se je izraz sčasoma začel uporabljati kar za prebivalce vseh Kanarskih otokov. Gvanči naj bi prišli iz severa Afrike okoli 1. ali 2. stoletja pr. n. št. Do 15. stoletja o njih ni skoraj nobenih zapisov, vse dokler niso na Kanarske otoke prispeli španski konkvistadorji. Ko so prišli Španci na to ozemlje, so sprli Gvanče med sabo in zanetili vojno med njimi, kar je vodilo do razpada njihove družbe in civilizacije. Kasneje so nekatere zasužnjili, nekatere pa popolnoma izolirali iz nove španske družbe. V roku nekaj desetletij sta izginili dve tretjini vseh Gvančev, v enem stoletju pa je celotno pleme izumrlo. Danes morda obstaja le še kakšen potomec Gvančev, ki so se takrat pomešali s Španci.

### Raziskovanje
Otoke so morda obiskali Feničani, Grki in Kartažani. Kralj Juba II., numidijski varovanec Cezarja Avgusta, je zaslužen za odkritje otokov za zahodni svet. Po Pliniju Starejšem je Juba našel otoke nenaseljene, vendar je našel »majhen kamniti tempelj« in »nekaj sledov stavb«. Juba je poslal mornariški kontingent, da ponovno odpre obrat za proizvodnjo barvil v Mogadorju v današnjem zahodnem Maroku v začetku 1. stoletja našega štetja. Ta ista mornariška sila je bila nato poslana na raziskovanje Kanarskih otokov, pri čemer je Mogador uporabila kot svojo misijonsko bazo.
Imena, ki so jih Rimljani dali posameznim otokom, so bila Ninguaria ali Nivaria (Tenerife), Canaria (Gran Canaria), Pluvialia ali Invale (Lanzarote), Ombrion (La Palma), Planasia (Fuerteventura), Iunonia ali Junonia (El Hierro) in Capraria (La Gomera).
Od 14. stoletja naprej so ga obiskali številni pomorščaki z Majorke, Portugalske in Genove. Lancelotto Malocello se je naselil na Lanzarotu leta 1312. Majorčani so na otokih ustanovili misijon s škofom, ki je trajal od 1350 do 1400.

### Kastiljsko osvajanje
Leta 1402 se je začelo kastiljsko osvajanje Kanarskih otokov. Prva, ki sta šla tja z namenom, da bi našla Zlato reko (»Rio de Oro«) sta bila Jean de Béthencourt in Gadifer de la Salle. Sprva sta želela osvojiti otoka Tenerife in Gran Canaria, vendar jima to ni uspelo, namesto tega sta osvojila otok Lanzarote in s tem se je začela kolonizacija. Med leti 1404 in 1406 Béthencourt v roku enega leta zavzame tudi otok Fuerteventura, enako se zgodi z otokom El Hierro. Na težave pa naleti na otokih Gran Canaria, La Gomera in La Palma, kjer se prebivalci otokov uprejo in se ne pustijo okupirati. Béthencourt se je vrnil nazaj v Francijo. Leta 1478 sta kralj in kraljica Ferdinand in Izabela naročila ponovno zasedbo Kanarskih otokov, ki ga je vodil Juan Rejón. Po petih letih bojev pade Gran Canaria, zatem ji sledijo še preostali otoki. Kot zadnji je bil med letoma 1494 in 1496 osvojen otok Tenerife, osvojil ga je Alonso Fernández de Lugo, zelo kmalu po odkritju Amerike. Po zavzetju otočja so Španici pričeli z asimiliranjem, odstranitvijo ali izolacijo prvotnega prebivalstva, pripadnikov avtohtonih plemen Gvančev in drugih, ki so jih bodisi pobili, zasužnili, jih asimilirali ali izolirali iz družbe.

### Ekonomska povezava z Ameriko
Španska konkvista Kanarskih otokov je imela pomembno strateško vlogo za Španijo, saj so preko Kanarskih otokov razvili zelo pomembne trgovske poti do Amerik, ozemlja, ki je bilo takrat pod špansko oblastjo.
Krona je urejala trgovanje z Ameriko in sprva je določila, da je edino pristanišče, iz katerega lahko odplujejo ladje s tovorom v Ameriko in obratno, Seviljsko pristanišče. Kasneje pa je to dovolila tudi pristaniščem Kanarskih otokov, saj so ugotovili, da bi bila lahko to zelo dobra trgovska povezava med Španijo in Ameriko. Španski kroni je bilo poleg tega v interesu ponuditi privilegije kanarski družbi, saj so želeli ohraniti otoke zaradi strateško zelo pomembnega geografskega položaja. Iz Kanarskih otokov so v Ameriko začeli prevažati sladkorni trs, potem med drugim tudi kakav, tobak, indigo in kasneje dragocene kovine. Rastline, ki so jih iz Španije prinesli v Ameriko, so tam tudi posadili, naredili so velike nasade in tja poslali Kanarčane, da so obdelovali zemljo in poskrbeli za razširitev teh rastlin v Novem svetu.
Z režimom monopola za nekatera španska in ameriška pristanišča, so druga pristanišča na tak način izrinili in jim prepovedali nadaljnje trgovanje med Španijo in Ameriko. Zaradi tega ukrepa je začelo prihajati do trgovanja z nelegalnim tovorom in vse skupaj je vodilo v to, da se je na koncu 18. stoletja kanarsko-ameriško trgovanje spremenilo večinoma le še v trgovanje s potniki, ki so jih nelegalno vozili iz enega kontinenta na drugega.

### Obdobje romantike in znanstvene ekspedicije
Sirera in Renn (2004) razlikujeta dve različni vrsti ekspedicij ali potovanj v obdobju 1770–1830, ki ju imenujeta »romantično obdobje«:
Najprej so »odprave, ki jih financirajo države in so tesno povezane z uradnimi znanstvenimi ustanovami. Za katere je značilno, da imajo stroge znanstvene cilje (in jih navdihuje) duh ilustracije in napredka«. V to vrsto odprave Sirera in Renn vključujeta naslednje popotnike:
- J. Edens, čigar vzpon leta 1715 in opazovanja gore Teide so vplivali na številne nadaljnje odprave.
- Louis Feuillée (1724), ki je bil poslan, da izmeri meridian El Hierra in izdela zemljevid otokov.
- Jean-Charles de Borda (1771, 1776), ki je natančneje izmeril dolžino otokov in višino gore Teide
- odprava Baudin-Ledru (1796), katere cilj je bil pridobiti dragoceno zbirko naravoslovnih predmetov.

Druga vrsta odprave, ki sta jo opredelila Sirera in Renn, je tista, ki je potekala iz bolj ali manj zasebnih pobud. Med temi so bili ključni eksponenti naslednji:
- Alexander von Humboldt (1799)
- Christian Leopold von Buch in Christen Smith (1815)
- Broussonet
- Philip Barker Webb
- Sabin Berthelot

Sirera in Renn opredeljujeta obdobje 1770–1830 kot obdobje, v katerem »V panoramo, ki sta jo do tega trenutka prevladovali Francija in Anglija, vstopi z močjo in živahnostjo Nemčija romantičnega obdobja, katere prisotnost na otokih se bo povečala«.

### Začetek 20. stoletja
Na začetku 20. stoletja so Britanci uvedli novo gotovinsko poljščino, banano, katere izvoz so nadzorovala podjetja, kot je Fyffes.
30. novembra 1833 je bila ustanovljena provinca Kanarski otoki, glavno mesto pa je bilo razglašeno za Santa Cruz de Tenerife. Rivalstvo med mestoma Las Palmas de Gran Canaria in Santa Cruz de Tenerife za prestolnico otokov je 23. septembra 1927 pripeljalo do razdelitve otočja na dve provinci.
V času druge španske republike so se začela razvijati marksistična in anarhistična delavska gibanja, ki so jih vodili osebnosti, kot sta Jose Miguel Perez in Guillermo Ascanio. Vendar pa so bile te organizacije zunaj nekaj občin manjšina in so med špansko državljansko vojno zlahka padle v roke nacionalističnih sil.

### Obdobje Francove diktature
Med leti 1936 in 1939 je bila v Španiji državljanska vojna, po kateri je na oblast prišel Francisco Franco. Takrat so se razmere na otočju močno poslabšale, nastala je gospodarska kriza in s tem revščina, zato se je veliko ljudi začelo izseljevati iz Kanarskih otokov, veliko jih je emigriralo v Latinsko Ameriko. Okoli leta 1950 je bila situacija tako neznosna, da je okoli 16.000 ljudi ilegalno zapustilo državo, največ jih je odšlo v Venezuelo, vendar pa jih je veliko na poti v Ameriko tudi umrlo.

## Migracije

### Kanarski otoki kot privlačna destinacija
Kanarski otoki so bili večkrat v zgodovini točka migracij, tako emigracij kot tudi imigracij. Zaradi dobre geografske pozicije privlačijo predvsem Afričane, ki tja pridejo zaradi službe in boljšega življenja, ter Evropejce, ki pridejo tja predvsem v starejših letih, zaradi boljšega podnebja in sproščenega načina življenja. Zaradi jezika in podobnega kulturnega okolja, pa Kanarski otoki privabijo tudi veliko Latinomeričanov, ki prav tako iščejo boljše življenje, kot ga imajo v državah izvora, saj zaradi številnih diktatur, revščine, kriminala in podobnega bežijo iz Latinske Amerike in najdejo novo življenje prav na Kanarskih otokih, s katerimi so povezani zaradi različnih zgodovinsko političnih razlogov.

### Emigracija v Latinsko Ameriko
Izstopata dva emigrantska vala, ko so se prebivalci Kanarski otokov izseljevali v Latinsko Ameriko. Prvič se je to zgodilo v 16. stoletju, ko je Španija pridobivala trgovske povezave z Ameriko in so tja pošiljali kanarske družine, da so obdelovale zemljo in delale za njih. Španci so po osvojitvi Amerike in po osvojitvi Kanarskih otokov vzpostavili pomembno trgovsko povezavo, med pristanišči španskih kolonij v Ameriki in med novo pridobljenim ozemljem, Kanarskimi otoki. Tja so z ladjami začeli prevažati rastline, kot so sladkorni trs, kakav in druge, v Novem svetu pa jih je bilo treba tudi posaditi in poskrbeti za ekspanzijo. Sprva so začeli kanarske družine pošiljati v Santo Domingo, da so tam ustvarili nasade sladkornega trsa, kar je bila takrat tudi zelo pomembna gospodarska industrija za Špance. Postopoma so tja začeli pošiljati več otočanov, saj so potrebovali več delovne sile. Ljudje so tja odhajali, saj je bila na Kanarskih otokih revščina in v iskanju boljše prihodnosti so sprejeli dela na novem kontinentu. Kasneje so se začeli prebivalci Kanarskih otokov preseljevati tudi v bolj južne dele Latinske Amerike, prav kanarske družine so bile te, ki so veliko prispevale k nastanku urugvajskega glavnega mesta Montevideo. Španske krona je v tem času začela pošiljati otočane tudi v Venezuelo in Portoriko, tudi na Kubo so se izseljevali in tam ustvarili velike nasade sladkornega trsa in tobaka. V 17.stoletju pa postane pomembna kanarska imigracija v Venezuelo, kjer začnejo gojiti nasade kakava. Preseljevali pa so se tudi na območje, kjer so danes Združene države Amerike, predvsem na jug, v Louisiano, na Florido in v Teksas. Imigracije v Ameriko so se nadaljevale vso zgodovino, vendar v manjših številkah. Velikokrat se reče, da so Kanarski otoki kot neka »predsoba« Latinske Amerike.
Drugi večji emigracijski val pa se je zgodil po španski državljanski vojni, ko so ljudje zaradi slabih življenjskih pogojev in revščine odhajali ven iz države. Veliko jih je odšlo v Venezuelo, saj imata le ta latinskoameriška država in Kanarski otoki veliko skupnih kulturnih in geografskih elementov, ki ju povezujeta.

### Imigracija iz Latinske Amerike na Kanarske otoke
Kasneje so se migracije nadaljevale, med leti 1997 in 2006 je tudi prišlo do številnih imigracij na Kanarske otoke, veliko imigrantov je prišlo iz Latinske Amerike. Države, iz katerih je največ imigrantov so Venezuela, Argentina, Kuba, Urugvaj, Kolumbija, Ekvador in Brazilija. Od leta 1970 naprej se je priliv imigrantov sploh povečal, prišlo je okoli 55.000 ljudi iz različnih koncev sveta. Od 20.stoletja naprej in vse do danes še naprej prihajajo imigranti iz Latinske Amerike in tudi iz drugih kontinentov, kot sta Evropa in Afrika, saj so Kanarski otoki najbolj turistična avtonomna pokrajina Španije. Zaradi turizma se obenem odpirajo tudi nova delovna mesta, ki so sicer slabše plačana, vendar pa vseeno privabljajo ljudi iz slabših geografskih območij, ki pridejo na Kanarske otoke v iskanju boljše prihodnosti. Iz Latinske Amerike pa se vračajo tudi potomci tistih kanarčanov, ki so kdaj prej emigrirali v države Latinske Amerike.

### Imigracija iz Afrike na Kanarske otoke
V iskanju boljšega življenja pa prihaja veliko imigrantov tudi iz afriške celine, ki je zelo blizu Kanarskih otokov, tako veliko Afričanov preko morja pripotuje na špansko otočje in si tam ustvarijo boljše življenje.
Za Kanarske otoke je znano, da so kot »most« med tremi celinami. Med Evropo, Ameriko in Afriko, ravno zaradi številnih migracij, trgovskih povezav, geografske lege, zaradi same zgodovine in posledično zaradi nekaterih kulturnih značilnosti.